# Taras Puczkowski
Taras Mykołajowycz Puczkowski, ukr. Тарас Миколайович Пучковський (ur. 23 sierpnia 1994 roku w Nowowołyńsku, w obwodzie wołyńskim, Ukraina) – ukraiński piłkarz, grający na pozycji obrońcy.

## Kariera piłkarska

### Kariera klubowa
Wychowanek klubu UFK Lwów, barwy którego bronił w juniorskich mistrzostwach Ukrainy (DJuFL). 24 lipca 2011 rozpoczął karierę piłkarską w młodzieżowej drużynie Karpat Lwów. Również występował w drużynie rezerw klubu. 14 września 2012 roku debiutował w podstawowym składzie Karpat. 12 maja 2016 roku opuścił lwowski klub. Przed rozpoczęciem sezonu 2016/17 zasilił skład Weresu Równe, ale nie rozegrał żadnego meczu i 10 sierpnia 2016 opuścił Weres. 3 marca 2017 zasilił skład FK Połtawa. 1 marca 2018 podpisał kontrakt z gruzińskim klubem Merani Martwili. W 2019 bronił barw Obołoń-Browaru Kijów.

### Kariera reprezentacyjna
Występował w juniorskiej i młodzieżowej reprezentacji Ukrainy.